# Farrum
Farrum (мн. Farra) — позаземна височина, що має форму млинця чи коржа: круглі обриси та плоску верхівку. Термін використовується в планетній номенклатурі — входить до складу власних назв подібних об'єктів. У міжнародних назвах він, як і інші родові терміни, пишеться з великої літери та стоїть після власного імені (наприклад, Aegina Farrum). Є неточною передачею латинського слова farreum (мн. farrea), що означає хлібець схожої форми (саме слово farrum означає пшеницю деяких видів — спельту та ін.). Височинам іншої форми дають назви з терміном Mons («гора») чи Tholus («купол»), а скупченням дрібних — Colles («пагорби»).
Як і інші терміни планетної номенклатури, цей термін описує лише зовнішній вигляд об'єкта, а не його походження чи геологічну будову, і тому може бути вжитий для об'єктів будь-якої природи. Але станом на 2015 рік він використовується лише для своєрідних округлих вулканів Венери. Вони мають круті схили та майже плоску (іноді дещо опуклу або увігнуту) верхівку, в центрі якої часто видно кратер. Їх поверхня може бути перетята радіальними, концентричними та іншими розломами. Іноді ці вулкани поруйновані обвалами та частково залиті лавою з інших джерел. Діаметр об'єктів такого типу лежить у межах 1–120 км (найчастіше — 10–35 км), а висота сягає кількох сотень метрів (до 1,5 км). Ймовірно, вони утворені виверженнями дуже в'язкої лави. Всього таких вулканів на Венері близько 150, а з врахуванням нетипових (зокрема, поруйнованих) — більше 350. Вони зустрічаються в різних регіонах планети, часто поряд із іншими вулканічними структурами, переважно на невеликих висотах.
Перші назви з цим терміном Міжнародний астрономічний союз затвердив 1994 року для вулканів, відкритих на радарних знімках «Магеллана». Станом на квітень 2015 року названо 2 окремі такі об'єкти та 7 їх груп (усі на Венері). Їх прийнято називати на честь водних богинь різних народів.

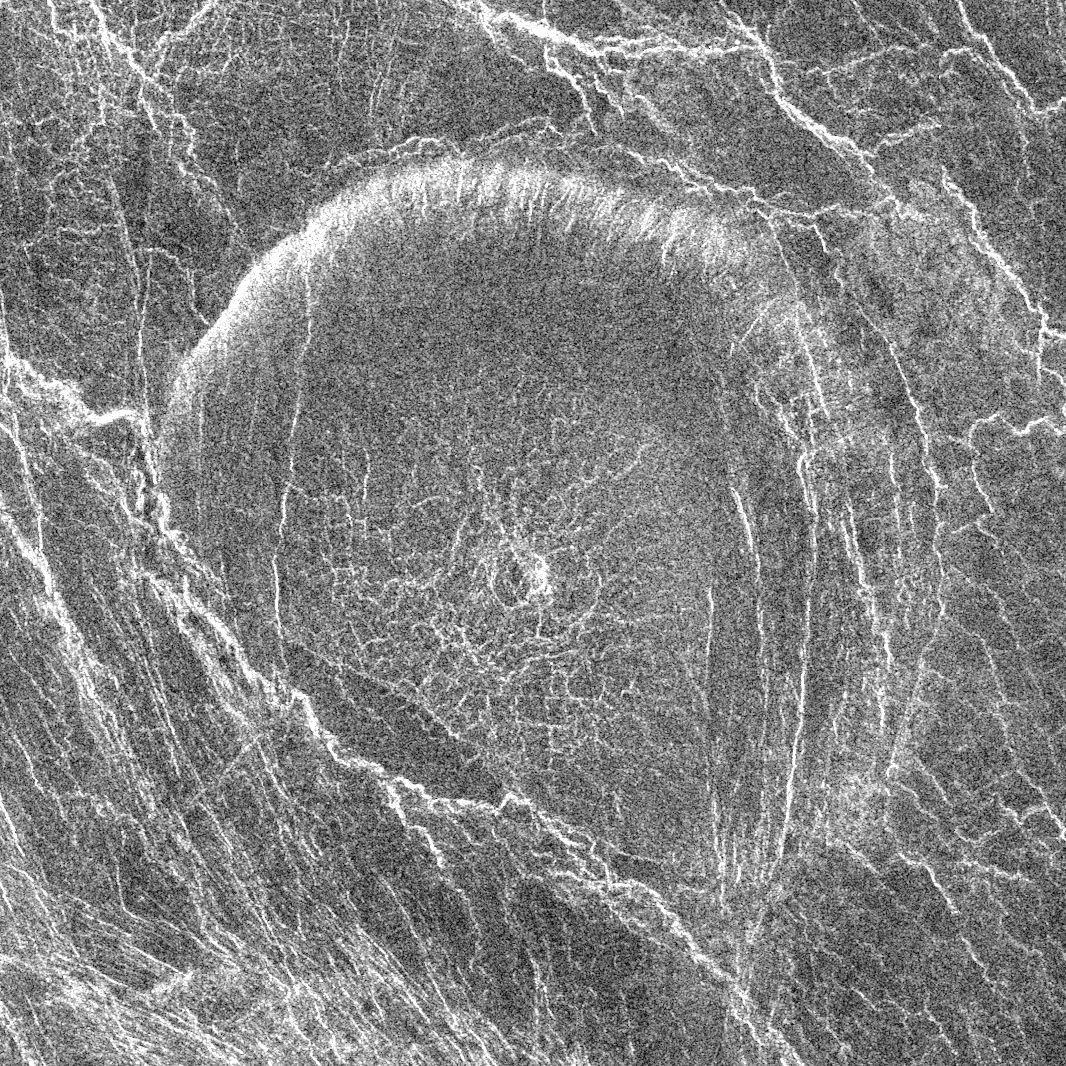
Aegina Farrum
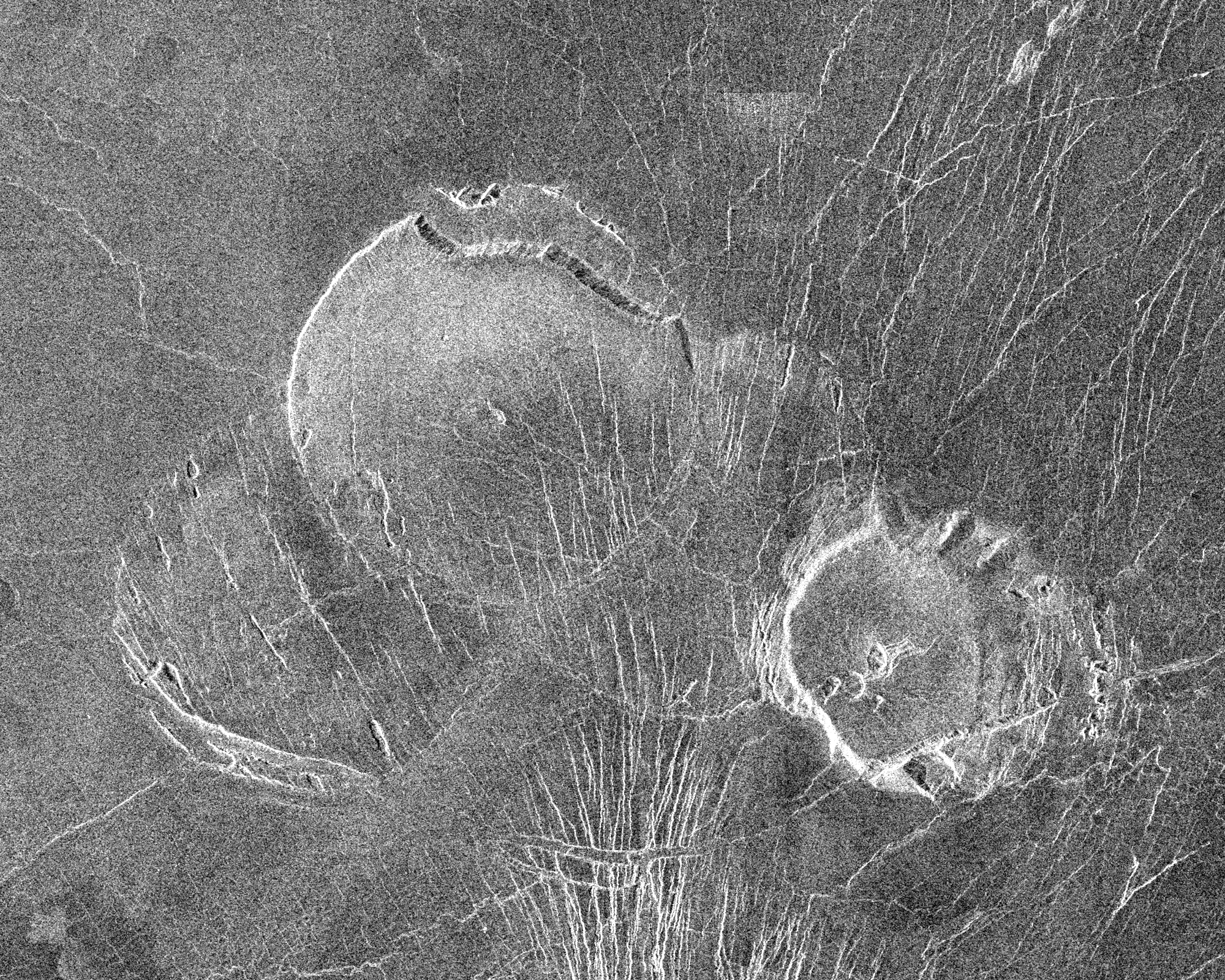
Anqet Farra
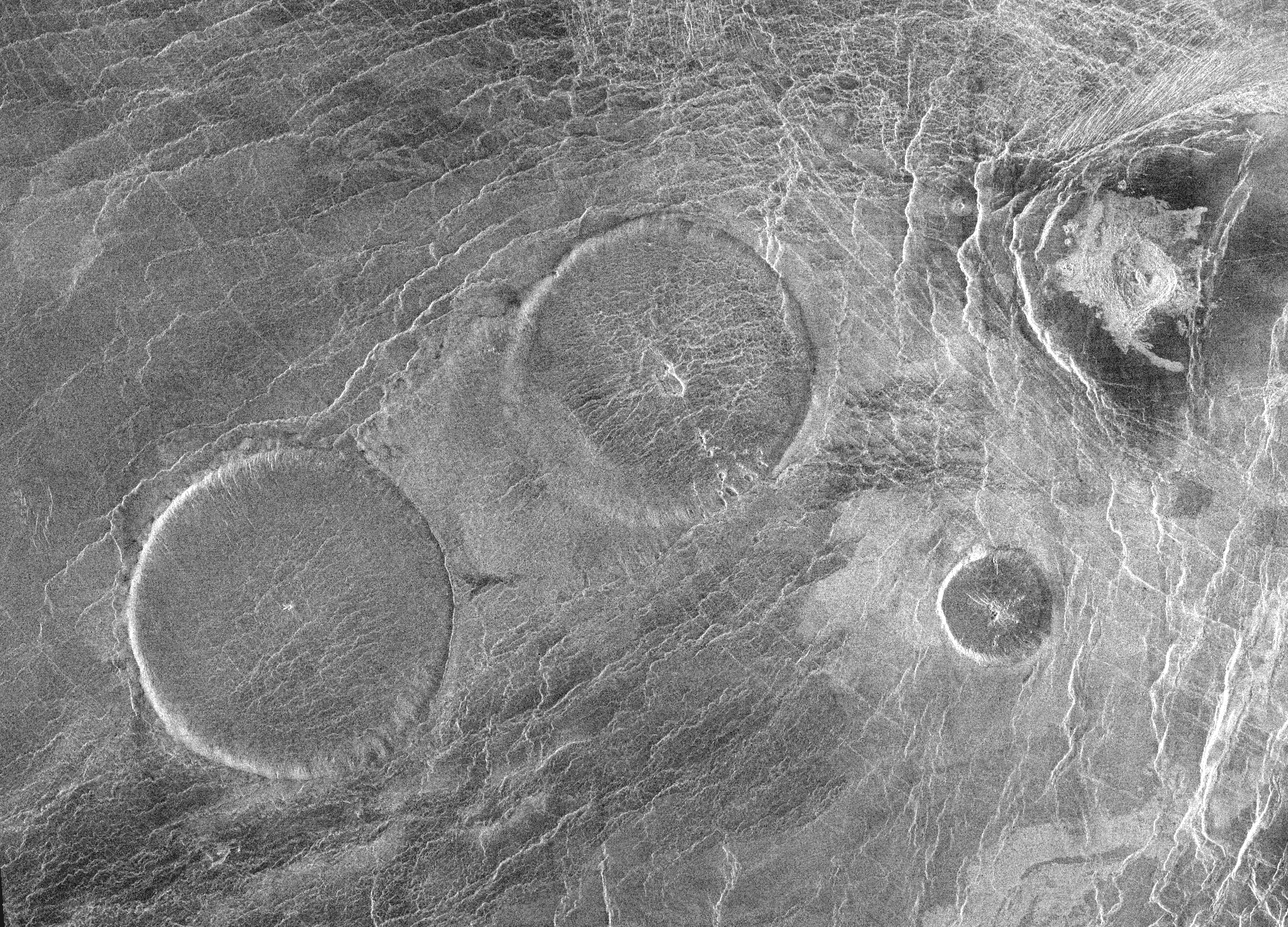
Carmenta Farra
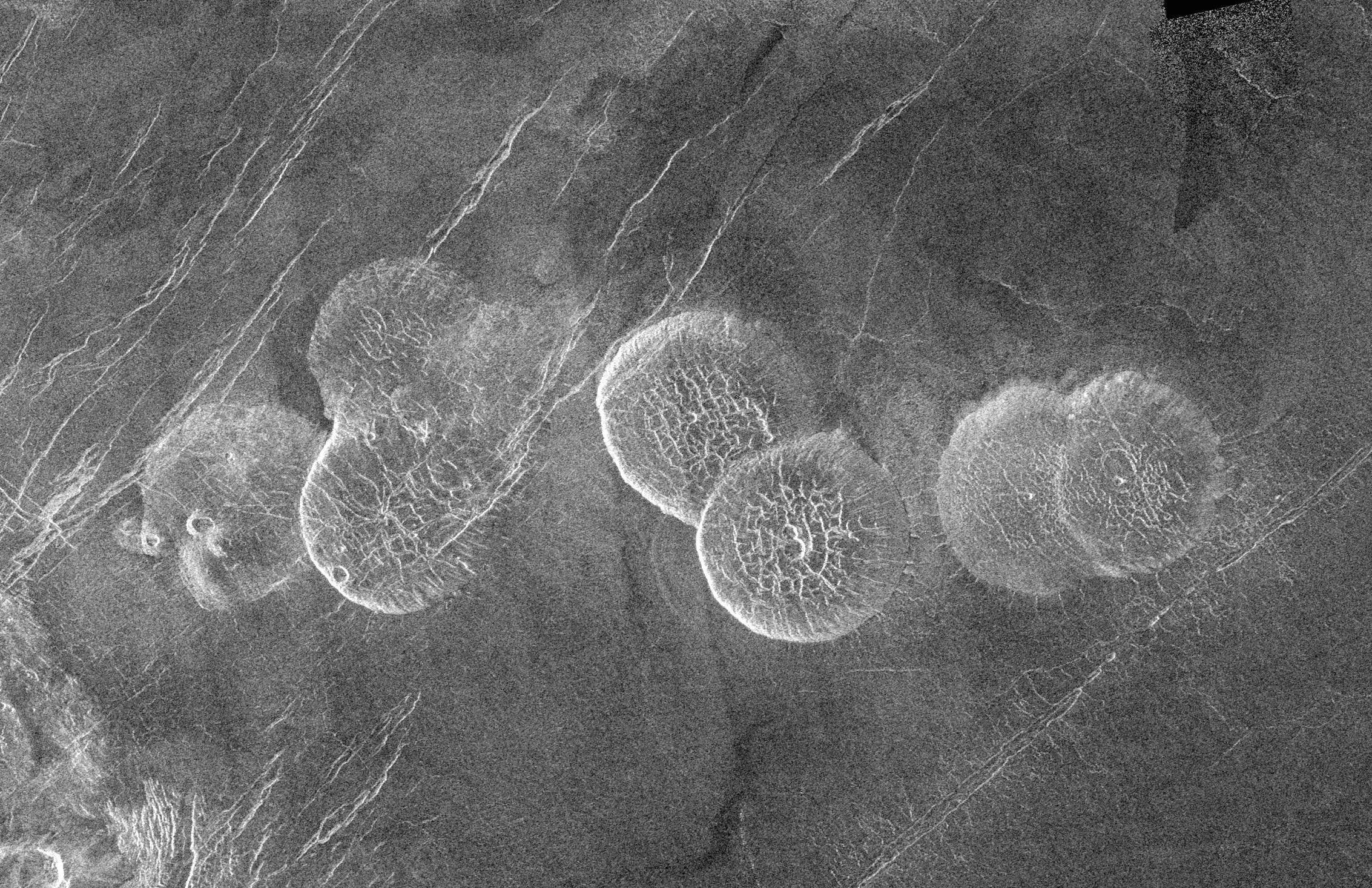
Seoritsu Farra